# Robert Poley
Robert Poley, auch Pooly, Poolye, Pooley, Polie u. a. (geb. vor 1588; gest. nach 1601) war ein englischer Kurier und Spion Königin Elisabeths, des Kronrats und des Geheimdienstchefs Francis Walsingham.

## Aktivitäten
Poley arbeitete ursprünglich in Philip Sidneys Haushalt und nach dessen Tod bei seiner Witwe, Lady Sidney (geb. Frances Walsingham), bis er schließlich in den Geheimdienst ihres Vaters Francis Walsingham wechselte. Dort spionierte er anfangs englische Exilanten wie „Charles Paget“ in Frankreich aus und machte die Bekanntschaft von Thomas Morgan, dem Agenten von Maria Stuart in Frankreich. Er gilt als Kurier, Botschafter und Agent (provocateur) des Hofes bzw. des Kronrates. Aus vorhandenen Quellen lassen sich Poleys Einkünfte und Ausgaben als akkreditierter Botschafter und Kurier für den Nachrichtenaustausch mit englischen Botschaftern, Staats-Agenten und ausländischen Höfen genau verfolgen. Die verschlüsselten Berichte seiner Tätigkeiten an seine Vorgesetzten waren in Geheimschrift verfasst. Sein Name taucht während 13 Jahren sechsundzwanzigmal auf (von Dezember 1588, drei Monate nach der Entlassung aus dem Tower, bis 1601), z. B. im Zusammenhang mit dem Rückruf aus Holland, Juni 1593, anlässlich seiner Anwesenheit beim Tode von Marlowe.

## Babington-Verschwörung
Er war als Geheimagent von Francis Walsingham tief in die Babington-Verschwörung verwickelt. Im Juli/August 1586 traf sich der innerste Zirkel der Verschwörer in London, zu denen auch Poley als „katholischer“ Informant gehörte, der stets an der Seite von Anthony Babington war. Sein achtseitiger autographischer Bericht über die Babington-Verschwörung (Confessions …) lassen einen gebildeten, kompetenten, wenn auch listig gerissenen Charakter erkennen, der Babington und seine Freunde wie „John Savage“ komplett täuschen konnte. Aus erhalten gebliebenen Rechnungsbelegen für den Kronrat lässt sich z. B. erkennen, dass Poley für ein großes Essen im „Castle Inn“ sorgte und bezahlte, bei dem Personen der Babington-Verschwörung wie z. B. „John Ballard“, „John Phelippes“, „Eykeres“, „Dunn“ sowie ein weiterer Zeuge von Marlowes Tod, „Nicholas Skeres“, u. a. auftauchen. Ballard wurde am 4. August 1586 über Francis Walsinghams Geheimdienst in der Wohnung von Robert Poley verhaftet und zum Compter Gefängnis gebracht. Dort wurde am 6. August auch ein Diener von Poley, Nicholaus Dalton (Dawleton), festgenommen und im Auftrag des Privy Councils am 30. November wieder freigelassen.
Poley selbst wurde ebenfalls am 23. August in das Tower-Gefängnis verbracht (z. T. interpretiert (?) als Aufrechterhaltung eines „Cover-up“ von Poley als Geheimdienstmann). Am 25. September 1586 erschien Poleys Name auf einer Liste von Gefangenen (Prisoners in ye Tower … fitt to be firther examined) zusammen mit dem des Erzbischofs von Armagh Richard Creagh. Dessen Tod schreiben zeitgenössische Biografen einer Vergiftung durch Poley zu. Nach fast zwei Jahren Haft (bis Oktober 1588) wurde Poley entlassen und wohnte danach bei Frau Yeomans. Seine Inhaftierung muss sehr locker gehandhabt worden sein. Frau Yeomans und William Golder durften ihn besuchen und ihm Briefe von Übersee (z. B. von seinem Bekannten Christopher Blount) bringen. Poley rühmte sich, durch Francis Walsingham freigekommen zu sein. Er brachte schließlich Frau Yeomans wegen Verrat ins Gefängnis, eine Fehde, die bis 1585 zurückreicht.

## Christopher Marlowe und Robert Poley
Marlowes Bekanntschaft mit Robert Poley muss über seine freundschaftliche Verbindung zu Thomas und Francis Walsingham in der ersten Hälfte der 1580er Jahre zustande gekommen sein.
Eine nicht vollständig geklärte Quelle zeigt eine Verhaftung und Anklage im Januar 1592 in der englischen Garnisonsstadt Flushing (Vlissingen) gegen Christopher Marlowe wegen Kapitalverbrechens der Beteiligung bei einer Goldmünzprägung. Der dortige Gouverneur, Sir Robert Sidney, schickte Marlowe mit einem Brief bezüglich Anfrage des weiteren Vorgehens an den Lord Treasurer Burghley. In den erhalten gebliebenen späteren Anklagen des Informanten „Richard Baines“ gegen Marlowe kurz vor seinem Tod wird der Vorfall der Münzfälschung in Zusammenhang mit Pooley erneut erwähnt.
Er gehört neben „Nicholas Skeres“ und „Ingram Frizer“ (ebenfalls Diener von Sir Thomas Walsingham) zu den drei Personen, die im Haus der Cousine von Lord Burgley, „Eleonara Bull“, in Deptford beim Tod von Christopher Marlowe anwesend waren und gemäß dem Untersuchungsbericht von William Danby, Coroner of the Queens Household, am 2. Juni 1593 als Zeugen aussagten.

## Bewertung
Robert Poley kann als eine der frühesten, schwer nachzuverfolgenden Repräsentanten des sich weltweit entwickelnden Geheimdienstes angesehen werde. Seine „skrupulösen“ Methoden bestanden oft darin, jemanden zum römisch-katholischen Glauben bekehren zu wollen, um daraus eine Anklage zur Inhaftierung zu entwickeln. „E. K. Chambers“ bezeichnete ihn als “obscurely traceable in the spy business” (undeutlich nachverfolgbar im Spionagegeschäft) von 1591 bis 1595.

## Ende
Nach dem Tod von Francis Walsingham im April 1590 übernahm Sir Thomas Heneage den Geheimdienst. Ein Untergebener von Poley muss Michael Moody gewesen sein, der in Brüssel (oder Antwerpen?) lebte (Rob.Pooley of Shoreditch who delivers him letters to and from Sir Tho.Heneage). Aus einem Schreiben seines Vorgesetzten Robert Cecil aus den Hatfield Papers scheint hervorzugehen, dass er ihn 1601 entließ. Überbrachte Botschaften lassen sich zum letzten Mal 1601 verfolgen, er muss 1602 aber noch gelebt haben.

## Notizen, Zitate und Literaturangaben
1. ↑  To Roberte Poolye upon a warrant signed by Mr vicechamberleyne dated at the Courte xijm° die Junij 1593 for carryinge of lettres in poste for her Majesties special and secrete affaires of great ymportaunce from the Courte at Croyden the viijt1 of Maye 1593 into the Lowe Countryes to the towne of the Hage in Hollande, and for retourninge backe againe with lettres of aunswere to the Courte at Nonesuche the viijth of June 1593 beinge in her majesties service all the aforesaid tyme —xxx".Ibid. f. 182b
2. ↑  Cal.Scot.Papers, VIII 592-902
3. ↑  Archivierte Kopie (Memento vom 24. Januar 2008 im Internet Archive)
4. ↑  Colm Lennon: ‘A dangerous man to be among the Irish’. Archbishop Richard Creagh & the early Irish Counter-Reformation. In: History Ireland 3/2000, S. 27–31
5. ↑  Archivierte Kopie (Memento vom 19. Januar 2012 im Internet Archive)
6. ↑  That he had as good Right to Coine as the Queene of England, and that he was acquainted with one poole a prisoner in newgate who hath greate Skill in mixture of mettals and hauing learned some things of him he ment through help of a Cunninge stamp maker to Coin French Crownes pistolets and English shillinges.  THE 'BAINES NOTE'
(BL Harley MS.6848 ff.185-6)
7. ↑  Archivierte Kopie (Memento vom 20. Dezember 2007 im Internet Archive)
8. ↑  Archivierte Kopie (Memento vom 19. Januar 2012 im Internet Archive)

| Personendaten    | Personendaten                                                |
| ---------------- | ------------------------------------------------------------ |
| NAME             | Poley, Robert                                                |
| ALTERNATIVNAMEN  | Pooly, Robert; Poolye, Robert; Pooley, Robert; Polie, Robert |
| KURZBESCHREIBUNG | englischer Kurier und Spion                                  |
| GEBURTSDATUM     | vor 1588                                                     |
| STERBEDATUM      | nach 1601                                                    |